# Higasi-yukidori Ike
Higasi-yukidori Ike (japanisch 東雪鳥池 ‚Östlicher Schneesturmvogelsee‘) ist ein kleiner See an der Prinz-Harald-Küste des ostantarktischen Königin-Maud-Lands. Im südzentralen Teil der Langhovde liegt er im Snøfugldalen.
Vermessungen und Luftaufnahmen nahmen Teilnehmer einer von 1957 bis 1962 durchgeführten japanischen Antarktisexpedition vor. Japanische Wissenschaftler benannten ihn 1973.